# Ricardo Claro
Ricardo Claro Valdés (Santiago, 26 de agosto de 1934-Ibidem, 28 de octubre de 2008) fue un abogado y empresario chileno, más conocido por ser el principal accionista del Grupo Claro. Fue propietario de Mega, Diario Financiero, el operador de televisión por cable Metrópolis — luego Metrópolis Intercom y más tarde VTR—, Revista Capital, Revista Paparazzi, Elecmetal (proveedor metalúrgico para la minería), Revista ED, CristalChile y la Compañía Sudamericana de Vapores.

## Biografía

### Infancia y estudios
Era hijo de Gumercindo Claro Matte y de Ema Valdés Ramos. Su abuelo materno fue Ricardo Valdés Bustamante (1880-1951) casado con Rosa Ramos Sarratea, quien, entre otras cosas, fue senador por el partido Liberal y ministro de Hacienda.
Ricardo Claro estudió en el Saint George's College. Terminado el colegio, ingresó a la Facultad de Derecho de la Universidad de Chile en 1952. Ese año conoció al profesor Jaime Eyzaguirre, quien dejó una gran influencia en Claro. Fue durante esta época que militó en la Juventud Conservadora, hasta que en 1954 se retiró de ella y prometió no volver a militar en ningún partido político. En 1956 denunció a una compañera de curso de ser comunista, lo que en aquel momento era penado por la Ley de defensa de la Democracia. En el momento de ser detenida, Claro indicó a viva voz a los Carabineros quién era la compañera en cuestión. Por el hecho fue expulsado de la Federación de Estudiantes de la Universidad de Chile, siendo la única expulsión en la historia de la federación. Se licenció como abogado en 1958.

### Carrera laboral
Fue socio del estudio de abogados Claro y Cía. desde 1960, mismo año en que ingresó como profesor de Política Fiscal, Monetaria y Crediticia en la Escuela de Ciencias Políticas de la Universidad de Chile, hasta 1964. Entre 1961 y 1996 fue profesor de Política Económica de la misma universidad, y entre 1978 y 1981 fue profesor de Introducción a la Economía en la Academia Superior de Seguridad Nacional. 
Junto a Fernando Larraín Peña y Javier Vial, formó en 1976 el grupo conocido como "Los Pirañas". Fue asesor económico de Relaciones Exteriores de la dictadura militar entre 1973 y 1975. Relacionado con la DINA, policía secreta del régimen.
En más de una oportunidad también se jactó de haber predicho la recesión de 1982. Dijo incluso habérselo anunciado al general Pinochet en persona, sin que haya sido tomado en serio. Ese fue el punto de inflexión. El fin de su romance con el régimen. La prueba está en el apodo de “gásfiter” que recibió ante sus críticas públicas a los conductores de la política económica.
En 1982 el desafecto subió de nivel. La crisis económica estaba desatada cuando el columnista de La Tercera lanzó durísimas críticas contra el ministro Sergio de Castro, contra el conjunto de los Chicago Boys y, de paso, contra El Mercurio, al que calificó como “el periódico que incita a la destrucción sistemática de la economía del país”. La columna se tituló ¡Basta! y no fue publicada hasta la muerte del empresario.

### Éxitos en su vida social y empresarial
En 1992 fue nombrado por la Santa Sede comendador de la Orden de San Silvestre. 
En el año 2000 se convirtió en el mayor inversionista chileno en ese país, tras comprar la naviera Norasia.
En el año 2001, el Diario El Mercurio lo nombra el "hombre más temido de Chile".
En 2002 Claro escribe el prólogo para el libro "Jaime Eyzaguirre. En su tiempo", escrito por Álvaro Góngora, Alexandrine de la Taille y Gonzalo Vial Correa. En él narra su cercanía al profesor Jaime Eyzaguirre y la influencia que éste tuvo en su formación católica.
En 2008 Claro fue elegido "empresario del año" en la Cena Anual de la Cámara de Comercio chilena en Estados Unidos.

## Controversias

### Caso Piñeragate
Ricardo Claro se hizo conocido para la opinión pública el 23 de agosto de 1992, a raíz del caso Piñeragate. En ese día Megavisión transmitía el programa político A eso de..., cuando Claro irrumpe en su estudio y revela una grabación con el propósito de "proteger la independencia del canal", pues un periodista de dicho programa, Jorge A. Richards, se vería aludido en esa grabación. En la grabación, se escuchaba la voz de Sebastián Piñera junto a su amigo Pedro Pablo Díaz, comentando cómo encerrar en un debate de televisión a Evelyn Matthei, insinuando que debería hablarse del divorcio para que la candidata quedara en una postura incómoda debido a su reconocido conservadurismo y revelara ciertas contradicciones de la candidata, como por ejemplo, demostrar que Matthei profesaba el catolicismo pero no lo practicaba.

La gracia es que trate elegantemente de dejarla como una cabrita chica, cierto, despistada, que está dando palos de ciego, sin ninguna solidez, me entendís tú ¿o no?
Sebastián Piñera.

Piñera estaba invitado al programa de debate, pero no estaba en cámara cuando se reprodujo la cinta, y apareció tras una pausa comercial aceptando la responsabilidad por lo dicho en el contexto de una conversación privada y cuestionando el espionaje.
La grabación le fue entregada a Claro por un desconocido, por encargo de la Dirección de Inteligencia del Ejército (DINE) que obedeció altos mandos en orden a desacreditar a Piñera, entonces precandidato presidencial y figura demasiado liberal para las Fuerzas Armadas.

### Conflicto con Edmundo Eluchans
El round con Julio Ponce Lerou no fue ni por lejos el único que protagonizó Ricardo Claro en tribunales. Más célebre fue todavía el enfrentamiento que tuvo con el abogado y exdiputado del Partido Conservador, Edmundo Eluchans Malherbe.
De acuerdo con un antiguo dirigente empresarial, los problemas entre ambos comenzaron a los pocos días del golpe militar. Tras regresar de un viaje a Bogotá, donde representó al gobierno chileno en su calidad de asesor económico en materias internacionales, Claro fue acusado por Eluchans de haber aprovechado el viaje para hacer negocios particulares con el presidente del Banco de Bogotá.
Ricardo Claro montó en cólera, gritó, dijo que eso era «una infamia», que efectivamente había visitado al presidente del Banco de Bogotá, pero que lo había hecho en calidad de funcionario de gobierno para invitarlo a venir a Chile, jamás por un asunto privado. 
La primera oportunidad de cobrar cuentas ocurrió poco después, con motivo de una junta de accionistas de la CCU, cuya propiedad estaba manos de la CORFO. Como Eluchans representaba los intereses de Agustín Edwards, que conservaba parte de las acciones a través del Banco Edwards, Claro se las arregló para representar a una parte minoritaria de los accionistas. De esta forma, participó de la junta celebrada en Valparaíso y consiguió, mediante un tecnicismo, que se impugnara el poder otorgado por el Banco Edwards a su rival. Entonces ocurrió aquella escena en que Claro tomó la palabra ante la junta de accionistas y maltrató a Eluchans. De vuelta, este hizo lo propio y sacó a relucir el hecho de que el empresario no haya podido tener hijos en su matrimonio con María Luisa Vial.
De acuerdo con el testimonio a CIPER de una de las personas que se encontraba presente en la junta de accionistas, al tomar la palabra Eluchans dijo: 

"El señor Claro es un amargado y su posición en la vida proviene de su reconocida impotencia sexual".
Edmundo Eluchans Malherbe en la Junta de accionistas del Banco Edwards.

La guerra quedó declarada y tardó unos años en resolverse. A principios de los años 1980, al enterarse de que uno de los bancos intervenidos estaba vinculado a Eluchans, Claro vio una inmejorable oportunidad para cobrarse venganza. Sólo tenía que ver la forma de participar del litigio que siguió a la intervención de la banca.
Al respecto hay dos versiones. Una dice que Claro contrató un aviso comercial ofreciendo sus servicios gratuitos a los acreedores del banco de Eluchans. El otro cuenta que tuvo la ocurrencia de comprar una acción del banco, que le costó unos pocos pesos, para lograr su cometido. El hecho es que el abogado se las ingenió para hacerse parte del proceso y consiguió que Eluchans cayera en la cárcel por varios meses.

"Durante mucho tiempo Claro se opuso a levantar el arraigo que pesaba contra Eluchans", Finalmente, ante la intervención de amigos en común, Claro accedió a cambio de que el otro le pidiera perdón personalmente y se comprometiera a pagarle un peso como indemnización".
Empresario que conoció detalles de la historia

### Oposición a los gobiernos de la Concertación
Claro fue siempre un férreo opositor a los gobiernos de la Concertación, al punto de que Megavisión fue el único canal que nunca transmitió los mensajes presidenciales durante la década de 1990, poniendo diversas películas familiares en pantalla a la hora en que se realizaba la sesión del 21 de mayo.

## Fallecimiento
Ricardo Claro falleció el 28 de octubre de 2008 en su domicilio en la calle San Damián, Las Condes, a las 04:00 hora local (07:00 GMT) producto de un paro cardiorrespiratorio tras ir al Teatro Municipal de Santiago a ver la ópera “Las bodas de Fígaro” de Mozart.
Se dice que su estado de salud se deterioró debido los problemas financieros que quedaron descubiertos en la Sudamericana de Vapores al estallar la crisis financiera de 2008.
El expresidente Ricardo Lagos lo recordó como «un empresario, un hombre de derecho que en los momentos difíciles aceptó que hubiera un diálogo en Chile» y recordó sus «charlas semanales con él, en A esta hora se improvisa, con Jaime Celedón. Creo que comenzó a través de este gesto de él a abrirse un espacio para recuperar pronto la democracia.»
La misa de réquiem se realizó a las 10 horas del miércoles 29 de octubre, en la Iglesia San Francisco de Sales, comuna de Vitacura, mientras que su funeral en el Cementerio Parque del Recuerdo, siendo ahí también donde descansan sus restos.

### Condecoraciones extranjeras
- Comendador de la Orden de San Silvestre ( Ciudad del Vaticano, 1992).
- Comendador de la Orden de la Cruz del Sur ( Brasil, 2002).